# Heterodermia comosa
Heterodermia comosa är en lavart som först beskrevs av Eschw., och fick sitt nu gällande namn av Follmann & Redón. Heterodermia comosa ingår i släktet Heterodermia och familjen Physciaceae.   Inga underarter finns listade i Catalogue of Life.